# Hydropogonella gymnostoma
Hydropogonella gymnostoma är en bladmossart som beskrevs av Jules Cardot 1895. Hydropogonella gymnostoma ingår i släktet Hydropogonella och familjen Hydropogonaceae. Inga underarter finns listade i Catalogue of Life.